# Too Young to Marry
Too Young to Marry é um telefilme americano da Lifetime de 2007, dirigido por Michel Poulette, e estrelado por Nina Dobrev e Dilon Casey. Foi exibido originalmente em 9 de julho de 2007 no canal americano Lifetime. 

## Enredo
Narra a história de dois adolescentes de 17 anos de idade chamados Max Doyle (Dillon Casey) e Jessica Carpenter (Nina Dobrev), que acreditam estar apaixonados e decidem se casar, apesar da desaprovação dos pais; pouco depois ambos começam a perceber que têm visões muito diferentes sobre o futuro. Separam-se, mas, eventualmente, voltar a ficar juntos.